# California State University, Long Beach
California State University, Long Beach (CSULB), kallas Long Beach State, Cal State Long Beach och The Beach, är ett amerikanskt offentligt universitet som ligger i Long Beach i Kalifornien och har totalt 36 846 studenter (31 447 undergraduate students och 5 399 postgraduate students) för hösten 2018. Utbildningsinstitutionen ingår i universitetssystemet California State University (CSU).
1949 uppfördes ett college med namnet Los Angeles-Orange County State College på uppdrag av Kaliforniens guvernör Earl Warren, för att ge utbildningsmöjligheter för den snabbt växande befolkningen i Orange County och de countyn i södra Los Angeles. I juni 1950 röstade invånarna i Long Beach för en ny campus för colleget, den fick också namnet Long Beach State College. 1964 genomgick utbildningsinstitutionen ett ytterligare namnbyte och den här gången till California State College at Long Beach. Fyra år senare gick colleget med i CSU och fick namnet California State College, Long Beach. 1972 beslutade CSU att upphöja lärosätet till att vara ett universitet, per automatik bytte det namn till det nuvarande.
Universitet tävlar med 18 universitetslag i olika idrotter via deras idrottsförening Long Beach State 49ers, deras basebollag heter dock Long Beach State Dirtbags sedan 1989.

## Alumner
| Advokater - Bill McGinley Astronomer - Jane Platt Entreprenörer - Palmer Luckey - Alex Meruelo Fribrottare - Mark Calaway Företagsledare - Peter Moore Författare - Richard Bach Idrottare - Guy Baker - Cindy Brown - Tara Campbell - Pancho Carter | - Amber Corwin - Tara Cross-Battle - Jason Giambi - Craig Hodges - Gary Ilman - Evan Longoria - Misty May-Treanor - Pat McCormick - Jeff McNeil - Kenneth Medwood - Mark O'Meara - John Rambo - Ed Ratleff - Tim Shaw - Dwight Stones - Troy Tulowitzki Kompositörer - Basil Poledouris Musiker - Dave Alvin | - Karen Carpenter - Richard Carpenter - Bradley Nowell Politiker - Dana Rohrabacher Regissörer - Chris Carter - Joe Johnston - Steven Spielberg Serieskapare - Roberta Gregory Skådespelare - Alfonso Freeman - James Lafferty - Steve Martin - Jessica Williams Specialeffekttekniker - Stan Winston |